# John Hassall
Ne doit pas être confondu avec John Hassall (illustrateur).
John Hassall, né en 1981, est un chanteur et guitariste britannique.

## Biographie
Hassall s'est fait connaître avec le groupe The Libertines, dans lequel il est bassiste. Considéré comme l'homme discret du groupe, au côté des turbulents Peter Doherty et Carl Barat, il se faisait peu remarquer. Son attitude, sur scène comme dans les médias, contrastait avec les frasques de ses collègues. 
Avec les Libertines, il ne composait pas. En effet, au moment où il a quitté le groupe une première fois, le style musical n'était pas arrêté, les musiciens hésitant encore entre les compositions de John Hassal et celles de Pete Doherty et Carl Barat. Quand il est revenu, courant 2002, le groupe avait choisi de suivre l'orientation rock/punk initiée par le couple Barât/Doherty.
Après la séparation du groupe, en décembre 2004, les musiciens ont suivi des chemins différents. John Hassall a fondé son groupe, Yeti. Il ne joue plus de basse, mais est chanteur-guitariste et cette fois, il compose la plupart des titres.

Le style propre à Hassall est un rock mélodique, assez calme. Il se situe dans la lignée de groupes comme The La's ou plus récemment Athlete. 
Le premier single, "Never lose your sense of wonder", a été 36e dans les charts britanniques. Le premier album The Legend Of Yeti Gonzales est sorti en juin 2008.
Les Libertines dans leur formation originale sont revenus sur le devant de la scène, d'abord pour quelques concerts en 2014, puis pour la sortie d'un troisième album, Anthems for doomed youth, le 11 septembre 2015, suivi d'une tournée internationale.
En septembre 2016, John Hassall annonce qu'il a formé un groupe, The April Rainers, dont il est le guitariste et le chanteur. Les autres membres du groupe sont James Jefferys (guitare), Jakob Bruno (batterie) et Erlend Eggestad (basse). Le premier album du groupe, Wheels To Idyll, est annoncé pour le 24 février 2017.